# Tayeb Salih
Pour les articles homonymes, voir Salih.
Tayeb Salih ou Salih (arabe : الطيّب صالح) est un écrivain soudanais né en 1929 à Markaz Marawi dans l'Ach Chamaliyah, au nord du Soudan et mort le 18 février 2009. Il est considéré comme l'un des plus grands écrivains arabes avec Taha Hussein et Naguib Mahfouz

## Biographie
Venant d'un milieu modeste et composé essentiellement par des agriculteurs, il avait l'intention d'aider sa famille dans l'agriculture et pensait faire des études d’agronomie ou travailler dans les champs. Mais le destin en a voulu autrement. Pour lui, il n’aurait jamais écrit s'il n’avait pas quitté son pays.
Il poursuit ses études supérieures à l'Université de Khartoum pour les achever à l'université de Londres en Angleterre. Il travaille d'abord comme enseignant pendant une brève période et rejoint ensuite la section arabe de la BBC à Londres. Il travaille ensuite au siège de l'Unesco à Paris ainsi qu'au ministère de l'information du Qatar.
Ses œuvres ont été traduites dans plus de 30 langues. La plus célèbre est Saison de la migration vers le nord (Mawssim alhijra ila ashamal) 1971 qui en 1993 est considérée comme un chef-d’œuvre de la littérature arabe contemporaine, de par sa forme et son thème[réf. nécessaire].
Il a reçu le prix de la troisième rencontre du Roman arabe [réf. nécessaire].
En 2002, Saison de la migration vers le nord fut choisie parmi les 100 meilleures œuvres de l'histoire, le choix était fait par cent écrivains de 54 pays.
Pierre Assouline déclare après sa disparition : « L’un des plus grands écrivains de langue arabe était soudanais. Et comme souvent, il faut qu’il disparaisse pour que sa présence s’impose ».

## Au théâtre
- Saison de la migration vers le nord u et mis en scène par Ouriel Zohar avec Mohammed Bakri, rôle pour lequel il a reçu le prix du meilleur acteur au Festival de Théâtre de St-Jean-d'Acre, Israël 1993.